# Łaźniewek
Łaźniewek – wieś w Polsce położona w województwie mazowieckim, w powiecie warszawskim zachodnim, w gminie Błonie. Ma status sołectwa.
Wierni Kościoła rzymskokatolickiego należą do parafii św. Antoniego w Łaźniewie.
W latach 1975–1998 miejscowość administracyjnie należała do województwa warszawskiego.